# Wichmann Tamás
Wichmann Tamás (Budapest, 1948. február 4. – Budapest, 2020. február 12.) kilencszeres kenuvilágbajnok, háromszoros Európa-bajnok, kétszer olimpiai második, egyszer olimpiai harmadik helyezett, 37-szeres magyar bajnok.

## Sportpályafutása

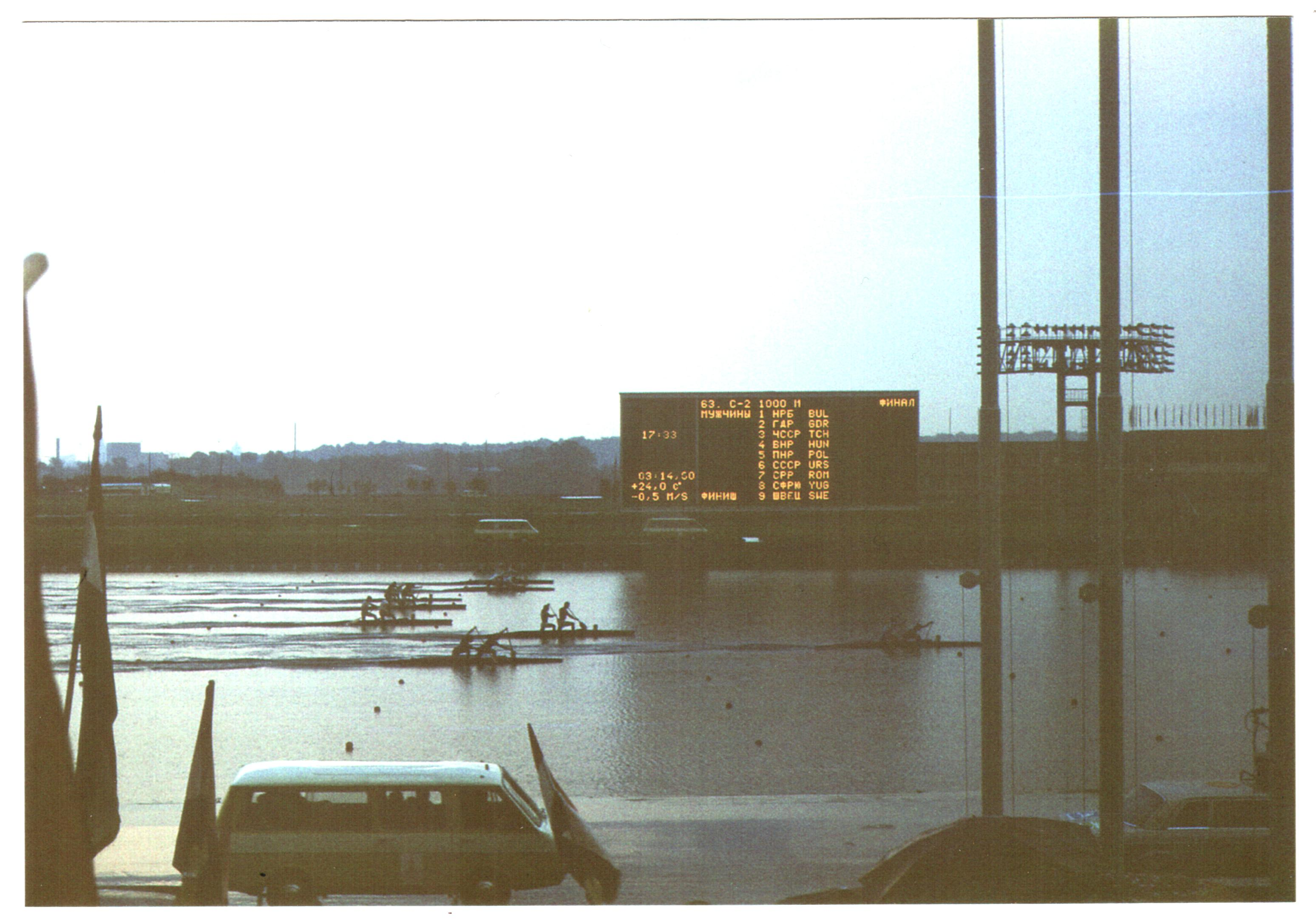
Wichmann a moszkvai döntőben

Gyermekkori súlyos balesete után kezdett sportolni – először boksszal erősítette lábait, majd elkezdett kenuzni. Határtalan kitartása, akaratereje, szorgalma és lelkesedése a magyar sportélet egyik legkiemelkedőbb egyéniségévé tette.
Egykor Magyarország egyik legnépszerűbb sportembere volt. 1979-ben megkapta az UNESCO fair play díját. Az 1980-as moszkvai olimpián, ahol a csapat legesélyesebb indulója volt, mindenki megdöbbenésére nem sokkal a rajt után leállt és feladta a versenyt.
Pályafutását az MTK-VM színeiben fejezte be. Visszavonulása után az MTK Örökös Tiszteletbeli Tagjává választotta, valamint aranygyűrűvel tüntették ki.

## Sportegyesületei
- 1962-1966: MHS
- 1966-1971: Egyetértés
- 1971-1975: VM Egyetértés
- 1975-1983: MTK-VM

2010-ben az MTK-ban gyerekekkel foglalkozott. Részt vett a Nemzetközi Gyermekmentő Szolgálat programjában.

## Halála
2020. február 12-én hunyt el, hosszan tartó, súlyos betegség következtében.
Temetésére 2020. március 3-án a Farkasréti temetőben került sor.

## Filmszerepei
1980-ban szerepelt Zsombolyai János rendező Vámmentes házasság című játékfilmjében. 1985-ben Popej szerepét játszotta Bujtor István: Az elvarázsolt dollár című filmjében. 2000-ben szerepet kapott Tarr Béla és Hranitzky Ágnes Werckmeister harmóniák-jában, illetve Szőke András: Tündérdomb, valamint 2002-ben Bereményi Géza rendező A Hídember c. filmjében is.

## A Wichmann-kocsma

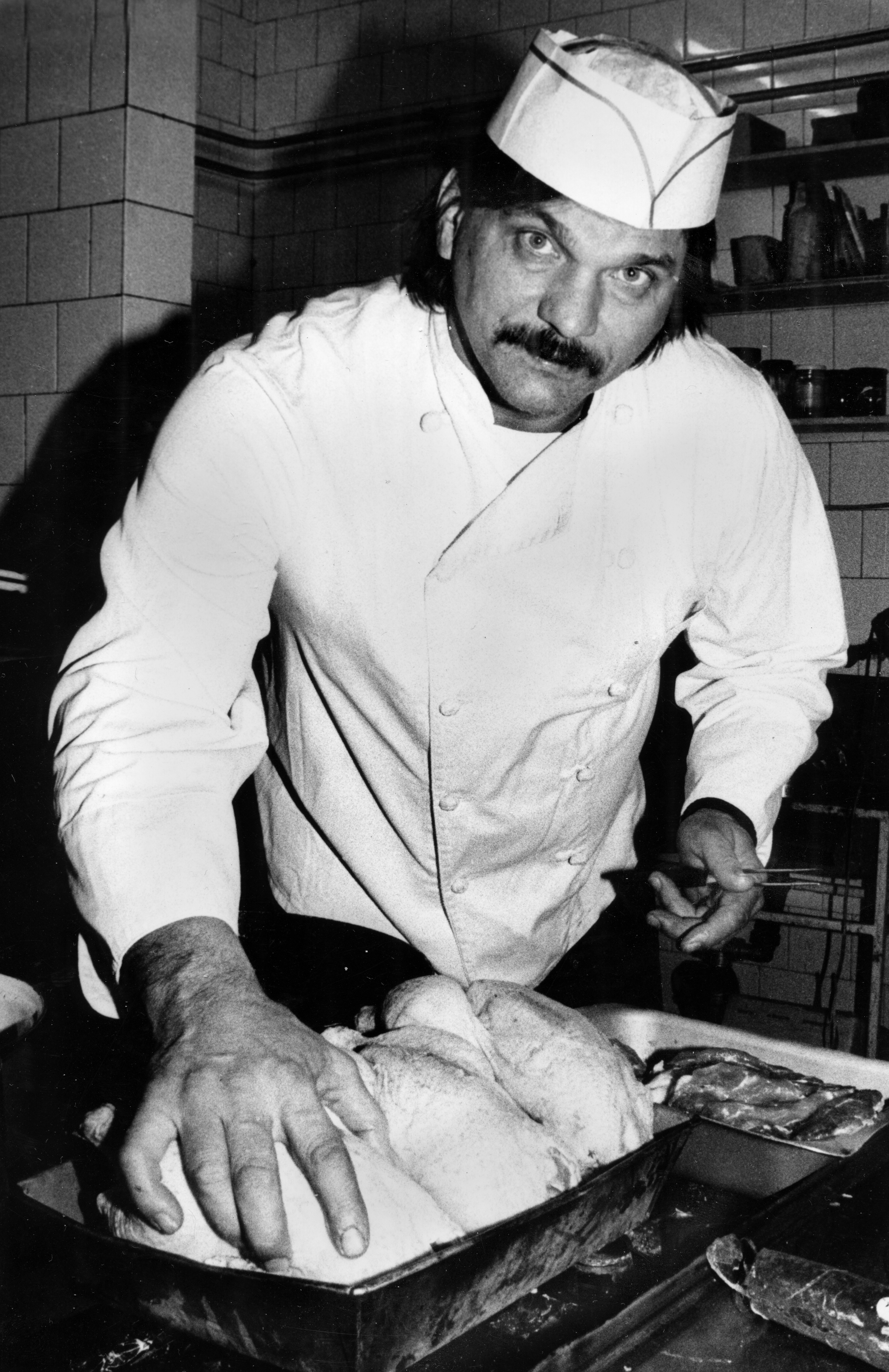
Tamás szakácsként

1967-től az Erzsébetvárosban lakott. Az ő nevéhez fűződik a Király utca–Kazinczy utca sarkán található játszótér elődjének létrehozása, melyet a Kazinczy utcai építkezési roham gátjaként fellépve őrizhetett meg a kerület szabad területként. Jeleskedett a műemlékvédelemben – minden év decemberében megkoszorúzzák Schneider József híres kártyafestő mester emléktábláját. Ugyanebben a házban, évtizedeken át működtette vendéglőjét, egészen 2018-ig. Az alternatív vonalat képviselve, tartalmas kvízjátékokkal, beszélgetésekkel, az egymásra találás lehetőségével biztosított kulturált szórakozási formát az erzsébetvárosi polgárok részére.

## Magyar lapát
2020-ban 50 perces dokumentumfilmet készítettek életéről Magyar lapát címmel, melyet január 9-én az Uránia Nemzeti Filmszínházban mutattak be. A film, melyet Kövessy Róbert rendezett, meghatározott ideig lesz (volt) megtekinthető. Tartalmát tekintve Wichmann Tamás sportpályafutásának főbb eredményeire, és egykori híres kocsmájának (korábbi nevén Szent Jupátnak) utolsó napjaira koncentrál, megszólaltatva a korabeli társasági élet több ismert személyiségét.
A portréfilm középpontjában Wichmann Tamás személye áll, életút-interjú keretében. A helyszín az egykori Wichmann-kocsma. Szó esik gyermekkoráról, sportkarrierjéről, kiegészítve a kocsmájában tanyázó ismerősöknek, a kor élő legendáinak történeteivel, egészen a kocsma bezárásáig (2018-ig). Az elhangzó vallomások színesítik Wichmann élettörténetét. A filmben megszólal Derzsi János színművész; Szügyi István, a „Nagyfa galeri” korábban elítélt tagja; Molnár Tamás, a szamizdatos Inconnu Csoport vezetője, a Pató Pál Párt képviselője; Schuster Lóránt, a P. Mobil együttes alapítója; Vaskuti István és Árva Gábor olimpiai és sokszoros magyar és világbajnok kenusok; Jónyer István világbajnok asztaliteniszező, és Ivan Patzaichin román kenus, sokszoros olimpiai és világbajnok, Wichmann nagy ellenfele.
A bemutató utáni nyilatkozataiban Wichmann beszélt súlyos, gyógyíthatatlannak tudott betegségéről is.

## Sporteredményei
- olimpiai 2. helyezett
  - 1968 C2 1000 m (Petrikovics Gyula mellett)
  - 1972 C1 1000 m
- olimpiai 3. helyezett 
  - 1976 C1 1000 m
- olimpiai 4. helyezett
  - 1980 C1 500 m
- olimpiai 9. helyezett
  - 1980 C1 1000 m

- világbajnok
  - 1970 Koppenhága C1 10 000 m
  - 1971 Belgrád C1 10 000m
  - 1971 Belgrád C2 1000m
  - 1974 Mexikóváros C1 10 000 m
  - 1977 Szófia C1 10 000 m
  - 1979 Duisburg C1 1000 m
  - 1979 Duisburg C1 10 000 m
  - 1981 Nottingham C1 10 000 m
  - 1982 Belgrád C1 10 000 m
- világbajnoki 2. helyezett
  - 1966 Berlin  C1 1000 m
  - 1970 Koppenhága C2 1000 m
  - 1971 Belgrád C1 500 m
  - 1978 Belgrád C1 1000m
- világbajnoki 3. helyezett
  - 1973 Tampere C1 1000m
  - 1973 Tampere C1 10 000 m
  - 1973 Tampere C2 1000 m
  - 1975 Belgrád C1 1000 m
  - 1983 Tampere C1 10 000 m
- világbajnoki 4. helyezett
  - 1974 Mexikóváros C1 1000 m

- Európa-bajnok
  - 1967 Duisburg C2 1000 m
  - 1969 Moszkva C1 1000 m
  - 1969 Moszkva C1 10 000 m
- Európa-bajnok 2.
  - 1967 Duisburg C1 1000 m
- Európa-bajnok 4.
  - 1969 Moszkva C2 10 000 m

- felnőtt magyar bajnok
  - C1 500 m (1968, 1970, 1971, 1977, 1978, 1979)
  - C1 1000 m (1966, 1967, 1970, 1971, 1972, 1974, 1978, 1979)
  - C2 1000 m (1967, 1968, 1971)
  - C1 10 000 m (1965, 1966, 1967, 1969, 1970, 1971, 1972, 1973, 1974, 1975, 1976, 1978, 1979, 1981, 1983)
  - C1 4x500 m (1965, 1966, 1976)

## Díjai
- Az év magyar kajakozója és kenusa (1967, 1969, 1971, 1972, 1979)
- UNESCO Fair Play-díj (1979)
- Az év magyar sportolója (1979)
- A Magyar Köztársasági Érdemrend középkeresztje (2008) [17]
- Pro Urbe Erzsébetváros (2013)
- Prima díj (2017)[18]
- A Magyar Sportújságírók Szövetségének és a Magyar Olimpiai Bizottság életműdíjasa (2019)[19][20]